# Soroush Sehhat
 (avril 2015).
Si vous disposez d'ouvrages ou d'articles de référence ou si vous connaissez des sites web de qualité traitant du thème abordé ici, merci de compléter l'article en donnant les références utiles à sa vérifiabilité et en les liant à la section « Notes et références ».
Soroush Sehhat (en persan: سروش صحت), né en 1965 à Isfahan, est un réalisateur et acteur iranien.

## Biographie
Diplômé de l'Université libre d'Isfahan, il s'oriente plus tard dans une carrière au cinéma et à la télévision avec des séries télévisées. Il débute à la télévision avec la série Jong-e 77 de Mehran Modiri en 1998. Sharareh de Siamak Shayeghi marque le début de sa carrière au cinéma. Char Khooneh est la première série télévisée réalisée par Sehhat.

## Filmographie

### Scénariste
- 1998 : Jong-e 77 de Mehran Modiri
- 2000 : Cheragh-e Jadou  (Lampe magique)  (Série télévisée)
- 2002 : Zir-e Asseman-e Shahr (Sous le ciel de la ville)
- 2005 : Jayezeye Bozorg de Mehran Modiri  (Série télévisée)
- 2005 : Shabhaye Barareh de Mehran Modiri  (Série télévisée)
- 2005 : Nok-e Borj  (Au sommet de la tour) de Kiomars Pourahmad
- 2006 : Bagh-e Mozaffar de Mehran Modiri (Série télévisée)
- 2007 : Torsh va Shirine (Aigre et Sucré) de Reza Attaran
- 2008 : Bezangah (A l’improviste) de Reza Attaran

### Acteur
- 1998: Jong-e 77 de Mehran Modiri
- 1999: Bebakhshid Shoma ? (Excusez-moi, Qui êtes-vous?) de Mehran Modiri  (Série télévisée)
- 1999: Sharareh  de Simak Shayeghi
- 1999: Dastan-e yek shahr  (Histoire d’une ville)  (Série télévisée)
- 2001: Nan, Eshgh va Motor  de Abolhassan Davoudi
- 2001: Kaktus de Mohammad Reza Honarmand   (Série télévisée)
- 2002: Gavkhouni  de Behrouz Afkhami
- 2004 : Bazandeh de Kiomars Pourahmad
- 2005: Taghato de Abolhassan Davoudi
- 2006: Tangna de Ali Reza Bazrafshan
- 2008: Mard-e Hezar Chehreh de Mehran Modiri   (Série télévisée)
- 2009: Le Coffre-fort de Maziar Miri (Série télévisée)
- 2012 : Je me sens endormi de Reza Attaran
- 2012 : Ekbatan de Mehrshad Karkhani

### Réalisateur
- 2007 : Char Khooneh  (Série télévisée)
- 2008 : Telefilm Bazi